# PalaBarsacchi
Il PalaBarsacchi è un palazzetto dello sport di Viareggio.

## Storia
Il Palazzetto è intitolato alla memoria di Paolo Barsacchi, assessore allo sport prima, poi sindaco della città di Viareggio, infine senatore della Repubblica Italiana. È stato il primo palazzetto in Italia ad ospitare gare di hockey su pista al chiuso (1971). Progetto approvato con delibera di consiglio comunale n° 136 del 1965. Inizio Lavori: 1967. Inaugurazione: 19 dicembre 1970.
A seguito del fallimento, nel 2015, della Viareggio Patrimonio, società in house del comune di Viareggio titolare della struttura sportiva, si svolge una gara d'asta al rialzo. Si aggiudica, con la cifra di 600 000 euro il lotto e diventa il nuovo proprietario la società CGC Viareggio in data 14 novembre 2017.
In data 26 aprile 2023, il comune di Viareggio dà il via libera alla delibera per il riacquisto della struttura sportiva, dal CGC Viareggio, per un importo di circa 900 000 euro. 

## Struttura
Di pianta rettangolare, la struttura portante verticale è in calcestruzzo armato e copertura in laterizio armato. La zona del campo e tribune è coperta tramite una struttura tubolare in acciaio, tamponatura esterna in muratura in parte rivestita in travertino, in parte rivestita con listelli tipo mattone e in parte intonacata. 
Si compone di un campo da basket-polifunzionale in parquet in legno 40mx20m; alloggio del custode al piano primo; locali vari al piano primo un tempo utilizzati come ambulatori di medicina sportiva; al piano terreno locali tecnologici, magazzini, spogliatoi e tre palestre; bar con accesso dall’esterno. 
L’impianto ha la seguente capienza: tribuna centrale 1 070 spettatori; tribuna laterale est 350 spettatori; tribuna laterale ovest 350 spettatori (settore ospiti); 100 persone tra addetti e atleti.
La capienza complessiva dell’impianto è 2 000 posti circa.:
- hockey su pista (Linee rosse)
- pallacanestro (Linee bianche)
- pallavolo (Linee blu)
- calcio a 5 (linee verdi)

Nei sottotribuna ci sono diverse palestre per:
- boxe
- scherma
- ginnastica

## Eventi Sportivi Internazionali

### Campionato Europeo 1975 Hockey su Pista
Si effettuò dal 7 settembre al 14 settembre 1975
| Pos. | Squadra     | Pt | G | V | N | P | RF | RS | DR  |
| ---- | ----------- | -- | - | - | - | - | -- | -- | --- |
| 1.   | Portogallo  | 13 | 7 | 6 | 1 | 0 | 57 | 47 | 10  |
| 2.   | Spagna      | 12 | 7 | 6 | 0 | 1 | 42 | 9  | 33  |
| 3.   | Italia      | 11 | 7 | 5 | 1 | 1 | 34 | 12 | 22  |
| 4.   | Germania    | 8  | 7 | 4 | 0 | 3 | 29 | 21 | 8   |
| 5.   | Paesi Bassi | 4  | 7 | 2 | 0 | 5 | 21 | 39 | -8  |
| 6.   | Francia     | 4  | 7 | 2 | 0 | 5 | 20 | 41 | -21 |
| 7.   | Svizzera    | 4  | 7 | 2 | 0 | 5 | 21 | 49 | -28 |
| 8.   | Inghilterra | 0  | 7 | 0 | 0 | 7 | 9  | 62 | -53 |

L'Italia pareggiò per 1-1 con il Portogallo e perse dalla Spagna per 2-1. La partita decisiva fu Portogallo-Spagna 4-2, che laureò i lusitani Campioni d'Europa.

### Finale Coppa Campioni 2004 Hockey su Pista
Si effettuò in data 16 maggio 2004
Barcellona   - Porto  = 3 - 0

### Finale Coppa Cers 2017 Hockey su Pista
Si effettuò in data 30 aprile 2017
CGC Viareggio   -  Barcelos  = 2 - 4

### Finale Supercoppa Europea 2017 Hockey su Pista
Si effettuò in data 15 ottobre 2017
Reus  - Oliveirense  = 4 - 7

## Eventi Nazionali
Il 4 agosto 1996 si svolge la prima finale del campionato italiano maschile di hockey in-line.
Il CGC Viareggio hockey su pista disputa le sue partite.
Si svolgono durante l'anno anche eventi extra-sportivi.
Il 6 luglio 2009 fu allestita la camera ardente per le vittime dell'incidente ferroviario di Viareggio alla quale fu portato l'omaggio da 25.000 persone.